# Top Deejays
Top Deejays é um diretório na internet que funciona como um banco de dados global relacionado a música eletrônica, fornecendo informações sobre DJs de todo o mundo, bem como seus perfis em redes sociais, suas músicas em sites como Last.fm, ou vídeos no youtube. O site possuí ainda um ranking que classifica os DJs segundo um calculo baseado no número de fãs e seguidores que possuem em suas redes sociais, podendo ser apresentado segundo um parâmetro global, por gênero musical, país ou rede social.